# Women's Murder Club
Pour les articles homonymes, voir Affaire de femmes (homonymie).
Women's Murder Club, ou Affaires de femmes au Québec, est une série télévisée américaine en treize épisodes de 42 minutes, créée par Elizabeth Craft et Sarah Fain, d'après la série littéraire Le Women Murder Club de James Patterson et diffusée entre le 12 octobre 2007 et le 13 mai 2008 sur le réseau ABC.
En Belgique, la série a été diffusée à partir du 26 septembre 2008 sur RTL-TVI ; en France à partir du 7 mars 2009 sur M6 puis rediffusée sur W9, et au Québec à partir du 20 mars 2009 sur Séries+.

## Synopsis
Autour de l'inspecteur  Lindsay Boxer, se crée une équipe de femmes, un club, réunissant une journaliste, un médecin légiste, une officier de police et une assistante du procureur, afin de résoudre les différents crimes commis dans la ville de San Francisco.

## Distribution

### Acteurs principaux
- Angie Harmon (VF : Juliette Degenne) : Inspecteur Lindsay Boxer
- Laura Harris (VF : Laetitia Godès) : Jill Bernhardt, assistante du procureur
- Paula Newsome (VF : Maïté Monceau) : Dr Claire Washburn, médecin légiste
- Aubrey Dollar (VF : Magali Barney) : Cindy Thomas, journaliste
- Tyrees Allen (en) (VF : Benoît Allemane) : Détective Warren Jacobi
- Rob Estes (VF : Maurice Decoster) : Tom Hogan
- Linda Park (VF : Brigitte Aubry) : Denise Kwon (10 épisodes)

### Acteurs récurrents et invités
- Coby Ryan McLaughlin (VF : Fabien Jacquelin) : Luke Bowen (7 épisodes)
- Kyle Secor (VF : Bertrand Liebert) : Hanson North (5 épisodes)
- Jonathan Adams (VF : Thierry Desroses) : Ed Washburn (5 épisodes)
- Ever Carradine (VF : Vanina Pradier) : Heather Donnolly (5 épisodes)
- Joel Gretsch (VF : Arnaud Arbessier) : Pete Raynor (3 épisodes)
- Elizabeth Ho : Yuki Castellano (épisode 1)
- Jason Sehorn : Jason[2] (épisode 6)
- Celestino Cornielle : Hex (épisode 8)
- Tim Griffin : Dennis Iverson (épisode 4)

 Source et légende : version française (VF) sur RS Doublage

## Production
Le projet a débuté en septembre 2006, et le pilote a été commandé en janvier 2007. Le casting débute le mois suivant avec Paula Newsome, Aubrey Dollar, Angie Harmon, Tyrees Allen, Laura Harris, Rob Benedict (Owen), et Elizabeth Ho.
La série a été commandée le 11 mai 2007 et annonce quatre jours plus tard lors des Upfronts qu'elle sera diffusée les vendredis soirs à l'automne.
Le 30 juillet, Rob Estes est ajouté à la distribution, alors que Linda Park remplace initialement Elizabeth Ho dans le rôle de Yuki Castellano. Le pilote original a été retravaillé entretemps.
Le 31 octobre, ABC commande trois scripts supplémentaires, mais la production est affectée par la grève de la Writers Guild of America de 2007 déclenchée quelques jours plus tard. La production reprend en février pour les trois derniers épisodes, diffusés dès le 29 avril 2008. La série est annulée le 12 mai.

## Épisodes
1. Affaires de femmes (Welcome to the Club)
2. Le Dernier Métro (Train in Vain)
3. Rendez-vous avec la mort (Blind Dates and Bleeding Hearts)
4. Les Passeurs (Grannies, Guns and Love Mints)
5. Un monde meilleur (Maybe, Baby)
6. Double Jeu (Play Through the Pain)
7. Du sang sur les mains (The Past Comes Back to Haunt You)
8. La Loi du silence (No Opportunity Necessary)
9. Illusions perdues (To Drag and Hold)
10. Les Raisins de la colère (FBI Guy)
11. Les Infiltrés (Father's Day)
12. La vérité rend libre (And the Truth Will (Sometimes) Set You Free)
13. J'embrasse pas (Never Tell)

## Commentaires
(avril 2024).
- Si vous ne connaissez pas le sujet, laissez ce bandeau (vous pouvez alors contacter les auteurs).
- Si vous supprimez le contenu mis en cause (vous pouvez préalablement contacter les auteurs),

argumentez précisément cette suppression dans la page de discussion
(un manque de référence n'est pas un argument ; une recherche réelle de référence doit avoir été effectuée, être formellement documentée).
Les scénarios des épisodes et les personnages ne sont pas fidèles aux volumes écrits par James Patterson. Lindsay de blonde devient brune, Claire la journaliste arrive en s'imposant sur une scène de crime, mais d'un autre crime, et Yuki, l'assistante italo-japonaise du procureur, occupée à douter de soi devient une blonde assurée Jill Bernhardt. Dans les ouvrages Lindsay Boxer, divorcée ne travaille pas sous les ordres de son ex, mais son mariage et sa grossesse avec Joe, de la sécurité intérieure, rencontré sur une enquête occupe une grande place, de même que les amours entre Cindy et le nouveau coéquipier de Lindsay lorsqu'elle démissionne du poste de lieutenant pour revenir sur le terrain. Le mari de Claire Washburn est en fauteuil roulant, ce qui n'est pas le cas dans les livres. Il ne s'agit donc pas d'une adaptation, mais d'une libre interprétation.